# Plymouth (програма)
Plymouth — комп'ютерна програма, призначена для показу графічного екрана під час завантаження операційної системи Linux. Програма використовує Direct Rendering Manager і Kernel Mode-Setting, підтримує анімацію.
Він завантажується ще до того, як монтується коренева файлова система, і супроводжує процес завантаження, що проводиться у фоновому режимі. Метою Plymouth є позбавлення від мерехтіння при завантаженні і його прискорення.
Теми Plymouth лежать у каталозі /lib/plymouth/themes.

## Історія
Розробка Plymouth почалася в травні 2007 року під керівництвом Рея Строда (англ. Ray Strode), у 2009 впроваджена в Fedora 10. Пізніше він був впроваджений в Mandriva Linux 2010.0, змінив Usplash і XSplash в Ubuntu з версії 10.04.

## Розширення
Plymouth підтримує розширення функціоналу шляхом додавання модулів, написаних на C. Крім того, існує модуль, що інтерпретує сценарії на спеціально розробленій об'єктно-орієнтованій мові.